# Первомайский (Мамонтовский район)
Первома́йский - посёлок в Мамонтовском районе Алтайского края. Административный центр Тимирязеского сельсовета.

## Географическое положение и природные условия
Поселок «Первомайский» расположен на территории совхоза «Тимирязевский» на севере Мамонтовского района в 35 км от райцентра и в 175 км от г. Барнаула, от железнодорожной станции «Корчино» он удален на 10 км. Со всеми окружающими населенными пунктами поселок связан дорогами твердого покрытия. Совхоз «Тимирязевский» располагается в равнинно-степной зоне, где преобладают остепененные луга, березово-осиновые леса (колки), дикорастущие пищевые плодово-ягодные растения.  В нашей местности обитают такие виды птиц: серая ворона, грач, сорока, черноголовый чекан, степной конек, жёлтая трясогузка, а также водные и околоводные птицы. Мелкие млекопитающие: суслик, хомячки, полевые мыши. Из крупных млекопитающих: волки, козы, лисица, хорь, заяц-беляк, корсак, хомяк. В поселке находится 8 прудов.

## История
Посёлок был основан в 1955 году.
По призыву партии к весне 1954 года тысячи добровольцев из Центральной России двинулись по путевкам комсомола на Восток. На Урале, северном Казахстане и юге Сибири были организованы сотни колхозов. Первоцелинникам приходилось жить в палатках, в условиях бездорожья, смены жестоких холодов и изнурительной жары.
Так, в 1955 году, ранней весной, на станцию Корчино прибыл поезд с целинниками. Вначале они временно разместились на квартирах в с. Ермачиха, а в апреле в нескольких километрах от железной дороги появился палаточный городок. Среди первоцелинников были как семейные, так и молодёжь. Первыми из семейных были Гулевский Алексей Федорович, Махонько Георгий Ефимович, Капустин Василий Федорович и другие. Первым среди молодёжи был Палий Владимир Антонович.
Проблемы быта, с которыми встретились первоцелинники сразу же по прибытии одних закалили, и они стойко выдержали тяготы жизни; те же, кто не выдержал трудностей, уезжали обратно.
1 мая 1955 года на полевом стане прошло организационное собрание и поселению было присвоено название «Первомайский», будущий поселок входил в состав нового целинного совхоза «Шарчинский». Его первым директором был москвич Коняшин Никифор Елисеевич. В 1954 году в течение года была проведена огромная подготовительная работа к приему будущих новоселов.
Заготавливался лес и другой строительный материал, ставились вагончики и палатки, стали прибывать весной сборные дома.
Все внимание и все усилия новоселов были
обращены на вспашку целинных земель. Сюда было направлено 40 тракторов ДТ-54. Работали, не жалея ни сил, ни времени. В первую весну первомайцы засеяли 3500 га. Это был настоящий трудовой подвиг без всяких приукрас.
После посевной компании все силы были брошены на строительство жилья, производственных и бытовых помещений, и к осени было поставлено 20 щитовых 4-квартирных и 18 2-квартирных домов, здание для конторы, общежитие, столовая, пекарня. Поселок строился молодыми людьми, полными сил и задора, после трудового дня молодёжь стихийно собиралась на полянах, где звуки баяна тихо вспарывали степную ширь.
Все новоселы на первых порах питались в столовой, сколоченной из досок, питание было простое и сытное. Особенно вкусным был у новоселов хлеб, который был не только целинным, взращенным своими руками, но и потому что хлеб пек мужчина, первый пекарь Жогов М. А., профессионал своего дела, проработавший на этом месте до пенсии.
Первая целинная осень дала стране небывалый урожай. Район, поднявший 47 тыс. га земли удвоил сбор зерна. Район и край дали стране миллионы тонн хлеба. Несмотря на огромные трудности по сбору урожая, хлебная проблема по стране в основном была решена.
Строительство поселка не прекращалось даже в самую страдную пору, и первую улицу назвали именем Ленина. Вторую улицу назвали Молодёжной.
Поселок считался молодёжным, но здесь были и семейные. Хотя детей на первых порах было немного, все же появилась необходимость открыть начальную школу. Мишкина Мария Ксенофонтовна и Беркут Валентина Ивановна стали первыми учителями и воспитателями, основателями будущей первомайской школы. Обучение шло сначала в палатках, а позже в приспособленном доме.
С годами целинный поселок разрастался, прибывали люди с окрестных сел и районов. Целина закаляла людей, вырабатывала лучшие черты характера, она дала большой хлеб, помогла разрядить напряженную обстановку в стране с зерном.
Но целина вместе с тем породила и немало негативного. Ученые почвоведы предсказывали, что отвальная пахота в целинных регионах, где зима была очень суровая и малоснежная, может привести к потере плодородия почв. Верхний гумусный слой накапливается природой в течение тысячелетий, и мы его практически за несколько лет сгубили. В результате необдуманной отвальной вспашки в студеную бесснежную зиму под влиянием господствующих ветров весь гумусные слой поднимался в воздух и рассеивался на тысячекилометровых пространствах.
Все последующие десятилетия были посвящены сохранению плодородия почв.
Зерносовхоз «Шарчинский» стал очень крупным хозяйством, поэтому появилась необходимость разделения совхоза на два самостоятельных хозяйства.
17 апреля 1958 года был сформирован новый зерносовхоз «Корчинский», в состав которого входили населенные пункты: с. Корчино, с. Ермачиха, п. Гришинский, п. Новомосковск, п. Рыбальный, п. Веселовск, и п. Первомайский. Поселок Первомайский к этому времени уже имел население более 800 человек и входил в состав Корчинского сельского совета.
Поселок строился, и в его хозяйстве четко проявлялись два направления - зерновой и животноводческий.
В связи с ростом поселка численно и наличием большого количества вокруг лежащих земель по ходатайству районного производственного управления сельского хозяйства, совхоз «Корчинский» был разделен на два хозяйства.
В 1966 году был сформирован совхоз «Тимирязевский», куда входили рабочие п. Первомайский, п. Гришинский, п. Новомосковск, п. Рыбальный.
Так на карте Мамонтовского района появилось новое хозяйство и новый административный центр п. Первомайский со своим сельским советом. Первым директором совхоза «Тимирязевский» был назначен Василенко Владимир Григорьевич и первым председателем поселкового совета был избран Максимов Михаил Павлович.
В настоящее время главой администрации является Дедов Валерий Борисович. В поселке проживает 760 человек,188 из них – пенсионеры. В поселке проживает 34 молодых семьи и 20 семей с двумя и более детьми.

## Инфраструктура
В поселке действует ОАО ПР "Тимирязевский", 2 магазина, Первомайская средняя общеобразовательная школа, детский сад "Гнёздышко"

## Население
| 1997 | 1998 | 1999 | 2000 | 2001 | 2002 |
| ---- | ---- | ---- | ---- | ---- | ---- |
| 903  | ↗913 | →913 | ↗918 | ↘911 | ↘847 |
| 2003 | 2004 | 2005 | 2006 | 2007 | 2008 |
| ↘844 | ↘831 | ↘828 | ↗840 | ↘812 | ↗815 |
| 2009 | 2010 | 2011 | 2012 | 2013 | 2014 |
| ↗818 | ↘737 | ↘734 | ↘705 | ↘683 | ↘671 |
| 2015 | 2016 | 2017 | 2018 | 2019 | 2020 |
| ↘663 | ↗666 | ↘656 | ↘644 | ↗650 | ↗665 |
| 2021 |      |      |      |      |      |
| ↘639 |      |      |      |      |      |